# Hải sâm hổ phách
Hải sâm hổ phách (Danh pháp khoa học: Thelenota anax) là một loài hải sâm thuộc chi Thelenota trong họ Stichopodidae thuộc Bộ Aspidochirotida. Đây là loài rất quý hiếm, thường sống ở biển trong độ sâu 10-30m, nặng trung bình từ 0,5–1 kg, trong đó có cá thể được phát hiện tại đảo Phú Quý tỉnh Bình Thuận của Việt Nam có chiều dài lên đến 47,5 cm và nặng 3,98 kg, đây được coi là con hải sâm nặng kỷ lục được phát hiện ở Việt Nam.
Ở Việt Nam, hải sâm hổ phách dùng bồi bổ sức khỏe, tăng cường sinh lực cho đàn ông và hải sâm hổ phách khô có giá từ 1,2 - 1,5 triệu đồng/kg. Do bị khai thác quá mức nên nguồn lợi này đang suy giảm đến mức báo động ở Việt Nam nhất là nhũng vùng biển trước đây được báo cáo là có sự tồn tại của nhiều cá thể thuộc loài này. Mật độ hải sâm ghi nhận tại một số nơi: Khánh Hòa (0-3 con/500m2), đảo Phú Quý (0-2con/500m2), Quảng Trị (0-9 con/500m2)…